# Token Homemate Cup
De Token Homemate Cup is sinds 1990 een jaarlijks golftoernooi van de Japan Golf Tour. 
De eerste editie van het toernooi was al in 1989, maar dit telde nog niet mee voor de Japan Golf Tour.

## Winnaars
| Jaar                         | Baan                           | Winnaar             |
| Daiichi Fudosan Cup          | Daiichi Fudosan Cup            | Daiichi Fudosan Cup |
| ---------------------------- | ------------------------------ | ------------------- |
| 1989                         |                                | Naomichi Ozaki      |
| KSB Open Daiichi Fudosan Cup |                                |                     |
| 1990                         | Miyazaki Kokusai Golf Club     | Brian Jones         |
| Daiichi Fudosan Cup          |                                |                     |
| 1991                         | Hibiscus Golf Club             | Saburo Fujiki       |
| Daiichi Cup                  |                                |                     |
| 1992                         | Hibiscus Golf Club             | Tze-Ming Chen       |
| Token Cup                    |                                |                     |
| 1993                         | Kedohin Golf Club              | Hajime Meshiai      |
| 1994                         | Kedohin Golf Club              | Craig Warren        |
| Token Corporation Cup        |                                |                     |
| 1995                         | Kedohin Golf Club              | Todd Hamilton       |
| 1996                         | Kedohin Golf Club              | Yoshinori Kaneko    |
| 1997                         | Kedohin Golf Club              | Masashi Ozaki       |
| 1998                         | Kedohin Golf Club              | Hajime Meshiai      |
| 1999                         | Kedohin Golf Club              | Masashi Ozaki       |
| 2000                         | Kedohin Golf Club              | Nobuo Serizawa      |
| 2001                         | Tado Country Club              | Shingo Katayama     |
| 2002                         | Kedoin Golf Club               | Toru Taniguchi      |
| Token Homemate Cup           |                                |                     |
| 2003                         | Token Tado Country Club Nagoya | Andre Stolz         |
| 2004                         | Token Tado Country Club Nagoya | Hiroyuki Fujita     |
| 2005                         | Token Tado Country Club Nagoya | Tadahiro Takayama   |
| 2006                         | Token Tado Country Club Nagoya | Wayne Perske        |
| 2007                         | Token Tado Country Club Nagoya | Yui Ueda            |
| 2008                         | Token Tado Country Club Nagoya | Katsumasa Miyamoto  |
| 2009                         | Token Tado Country Club Nagoya | Koumei Oda          |
| 2010                         | Token Tado Country Club Nagoya | Koumei Oda          |
| 2011                         | Token Tado Country Club Nagoya | Tadahiro Takayama   |
| 2012                         | Token Tado Country Club Nagoya | Brendan Jones       |
| 2013                         | Token Tado Country Club Nagoya | Yoshinobu Tsukada   |
| 2014                         | Token Tado Country Club Nagoya | Yusaku Miyazato     |